# 新庄博
新庄 博（しんじょう ひろし、1902年8月16日 - 1978年11月17日）は、日本の経済学者。専攻は、金融論・国際金融論。神戸大学経済学部教授・関西学院大学商学部教授を歴任。

## 略歴
京都市立第一商業学校（現：京都市立西京高等学校）の級友に野村寅三郎神戸大学名誉教授がいた。同校を経て、神戸高等商業学校（現：神戸大学）卒業後、東京商科大学（現：一橋大学）に入り、高垣寅次郎の下で金融論を専攻。テニス部出身。1928年（昭和3年）に卒業し、神戸高等商業学校講師となる。その後、同校の昇格に伴い神戸商業大学助教授、神戸経済大学教授、神戸大学経済学部教授として勤務。

## 門下生
門下生には、神戸大学名誉教授・三木谷良一（神戸大学名誉教授）、則武保夫（神戸大学名誉教授）、千田純一（名古屋大学名誉教授）、片山貞雄（滋賀大学名誉教授）などがいる。

## 年譜
- 1902年 - 京都市に生まれる。
- 1921年 - 京都市立第一商業学校（現：京都市立西京高等学校・附属中学校）卒業
- 1925年 - 神戸高等商業学校（現：神戸大学）卒業
- 1928年 - 東京商科大学（現：一橋大学）卒業。神戸高等商業学校講師（貨幣・金融論担当）
- 1934年 - 神戸商業大学助教授
- 1944年 - 神戸経済大学教授
- 1949年 - 神戸大学教授
- 1953年 - 神戸大学附属図書館長[3]、神戸大学神戸経済大学教授併任[4]
- 1956年 - 金融制度調査会臨時委員[5]
- 1962年 - 神戸大学経済学部学部長併任[6]、日本学術会議会員[7]
- 1966年 - 神戸大学を停年により退官、神戸大学名誉教授。関西学院大学教授（商学部）
- 1971年 - 関西学院大学退職、南山大学教授
- 1972年 - 勲二等瑞宝章受章[8]
- 1978年 - 76歳没、紺綬褒章受章[9]、正四位[10]、従三位[11]

## 著作目録

### 著書
- （田中金司共著）『銀行経営論』商学全集18巻、千倉書房、1935年
- 『金融理論の新傾向』甲文堂書店、1937年
- 『信託業論』千倉書房、1939年
- 『金融論』新経済学全集19巻、日本評論社、1941年
- 『広域経済と貨幣制度』甲文堂書店、1943年
- （古田英雄共著）『新国際金融機構論』、新日本経済叢書5、水谷書房、1947年
- （大河内一男・豊崎稔・片山謙二共著）『経済再建の諸問題』白鯨書房、1947年
- 『通貨安定の研究』産業経済新聞社、1948年
- （高橋泰蔵共著）『国際金融論』世界経済学講座、国元書房、1949年
- 『金融論』有斐閣全書、有斐閣、1951年
- 『貨幣論』岩波全書、岩波書店、1952年
- （永田清共著）『金融』実教出版、1953年
- （塩野谷九十九・吉野俊彦・柿沼幸一郎共著）『準備預金制度――新しい通貨』東洋経済新報社、1957年
- “History of the Yen”, Kobe Economic & Business Research Series, No.1, Research Institute of Kobe University, 1962
- 『新版金融論』有斐閣全書、有斐閣、1965年
- （監訳）『オストラー・近代貨幣と失業』東洋経済新報社、1966年
- 『イングランド銀行成立期における銀行計画と信用通貨』清明会双書Ⅶ、1969年
- 『財政金融経済論』日本経済評論社、1971年
- 『増補版・財政金融経済論』日本経済評論社、1978年

### 共編
- （高垣寅次郎、山口茂、田中金司、高橋泰蔵、塩野谷九十九共編）『体系金融辞典』東洋経済新報社、1953年
- （高橋泰蔵、塩野谷九十九共編）『貨幣理論と貨幣制度』同文館、1952年（高垣寅次郎先生還暦記念論文集刊行会、1952年、非売品もあり）
- （鈴木武雄、高橋泰蔵、塩野谷九十九共編）『金融財政講座 第1～5巻』有斐閣、1960年

## 記念論文集
- 『国民経済雑誌』新庄博博士記念号、114巻3号、1966年

1. 高橋泰蔵、塩野谷九十九、中西市郎、阿部一成、矢尾次郎、石井隆一郎
2. 「新庄先生：人と学問」
3. 「新庄博博士略歴・著作目録」

- 新庄博先生古希記念論文集（則武保夫・藤田正寛編者）『現代金融論の新傾向』東洋経済新報社、1974年[注釈 1]

1. 金融理論 - 矢尾次郎、三上隆三、貞木展生、唄野隆、三木谷良一、阿部一成、小村衆統、能勢信子
2. 国際金融 - 則武保夫、松村善太郎、天野明弘、中西市郎、藤田正寛、石井隆一郎
3. 金融・財政政策－千田純一、安居洋、西村久、大野喜久之輔
4. 「新庄先生：人と学問」人となり、貨幣論（則武保夫）、金融論（大野喜久之輔）、国際金融論（藤田正寛）
5. 「新庄博先生略歴・著作目録」